# 椿知洋
椿 知洋（つばき ともひろ、1974年3月28日 - ）は、日本のテレビ番組プロデューサー。

## 来歴
神奈川県横浜市出身。横浜市立港高等学校定時制高校卒業。高校卒業後に海上自衛隊に入隊。除隊後、劇団あすなろに所属した。Beカンパニーに所属するヒロミの運転手、付き人を経て独立した。

## 作品
企画・プロデュース
- 2020年10月31日放送TOKYO MX1『海好き!』特番
- 2022年8月7日放送TOKYO MX1『海好き!』特番

ほか
- (2010年)プロダクションノータイトルとの業務委託により、松本伊代、ヒロミのマネージメントを担当
- (2018年)株式会社F.A.エンターテイメント代表取締役に就任
- 2020年2022年TOKYO MX1で『海好き!』を制作
- (2003年～2018年)葉山ビーチクラブ(元おとな倶楽部)運営
- (2015年～)新豊洲クルージングクラブ運営